# Ivan Horvatič
Ivan Horvatič, slovenski domoljub, * 31. januar 1912, Razkrižje, Avstro-Ogrska, † 23. marec 1999, Celje, Slovenija.
Najbolj je poznan po svojem delovanju glede hrvaškega prevzema vasi Štrigova in Razkrižje. 
V času pred drugo svetovno vojno igralec pri dramskem odseku, po letu 1945 funkcionar v upravi in manager.

## Odlikovanja in nagrade
Leta 1995 je prejel častni znak svobode Republike Slovenije z naslednjo utemeljitvijo: »za zasluge pri varovanju in obrambi slovenske kulturne, jezikovne in državne integritete«.